# Kościół katolicki obrządku etiopskiego
Kościół katolicki obrządku etiopskiego – Kościół metropolitalny sui iuris, jeden z katolickich Kościołów wschodnich posługujący się obrządkiem aleksandryjskim w języku gyyz, działający na obszarze Etiopii. Niewielka wspólnota członków tego Kościoła mieszka w Trynidadzie i Tobago. Obok języka liturgicznego gyyz w kazaniach i dokumentach roboczych używa się amharskiego, a także tigrinia – tego ostatniego w regionie Tigraj.

## Początki Kościoła w Etiopii
Chrześcijaństwo w Etiopii mogło pojawić się już w za czasów Filipa Diakona, który nawrócił na chrześcijaństwo jednego z etiopskich dygnitarzy, o czym opowiadają Dzieje Apostolskie. Tenże dygnitarz mógł już wprowadzić chrześcijaństwo do Etiopii. Zwyczaje, jakie zachowali monofizyccy chrześcijanie w Etiopii (np. obrzezanie) świadczą o tym, że chrześcijaństwo mogło tam dotrzeć już w tamtych czasach. Nie wiadomo jednak, dlaczego w Etiopii do IV wieku chrześcijaństwo zanikło.
Historia Kościoła w Etiopii jest związana z żywotem świętego Frumencjusza (zm. ok. 380), który doznaje czci we wszystkich obrządkach. Frumencjusz stał się pierwszym patriarchą Etiopii (ówczesnego państwa Aksum) i stworzył pierwsze struktury kościelne w tym kraju. Jako pierwszy z władców etiopskich cesarz Ezana przyjął z rąk św. Frumencjusza chrzest około 340 (do 340 dokumenty w Etiopii nosiły znamiona pogańskie). Kościół w Etiopii był podległy patriarchom Aleksandrii i to oni mianowali biskupów Etiopii. Kiedy w V wieku patriarchowie Aleksandrii (Dioskur I) wprowadzili monofizytyzm jako obowiązujący w Etiopii, również Kościół etiopski stał się kościołem monofizyckim.

## Powrót Kościoła katolickiego do Etiopii
Na soborze florenckim (1431–1445) Abisynia przystąpiła na krótko do unii z Kościołem katolickim. W 1555 pozyskano dla wiary katolickiej cesarza (gyyz: ንጉሠ ነገሥት nəgusä nägäst – król królów) Zara Dagaba, później także jego syna – Seltana Sagada. W roku 1626 ogłoszono katolicyzm religią państwową, co jednak wywołało sprzeciw koptów i cofnięto dekret. W latach 1633–1797 prześladowano Kościół katolicki w Etiopii. W 1839 ponownie w Etiopii mogli pojawić się misjonarze katoliccy. Stolica Apostolska erygowała w 1847 w Etiopii dwa wikariaty apostolskie – jeden zarządzany przez lazarystów, a drugi przez kapucynów. W 1971 roku było w Etiopii 180 000 katolików, a w Erytrei dwa razy więcej.

## Organizacja
Etiopskim Kościołem Katolickim zarządza metropolita Addis Abeby podległy papieżowi. Do roku 1998 arcybiskupem metropolitą Addis Abeby był kardynał Paulos Tzadua. Obecnie arcybiskupem metropolitą Addis Abeby jest Berhaneyesus Demerew Souraphiel. W skład katolickiego Kościoła etiopskiego do 2015 r. wchodziły archidiecezja Addis Abeby oraz diecezje etiopskie Adigracie i Emdeberze i erytrejskie w Asmarze, Barentu, Kerenie i Segheneyti. Biskupi Kościoła byli zrzeszeni w Konferencji Biskupów Etiopii i Erytrei, której przewodniczącym był metropolita Berhaneyesus Demerew Souraphiel. 19 stycznia 2015 r. papież Franciszek wydzielił z Kościoła katolickiego obrządku etiopskiego diecezje erytrejskie jako Kościół katolicki obrządku erytrejskiego. Tego dnia też utworzona została eparchia Bahyr Dar-Desje.

### Podział administracyjny
- metropolia Addis Abeby – metropolia Kościoła etiopskiego w Etiopii z siedzibą w Addis Abebie.
  - archieparchia Addis Abeby – archieparchia (archidiecezja) z siedzibą w Addis Abebie
  - eparchia adigracka – eparchia (diecezja) z siedzibą w Adigracie
  - eparchia Emdeberu – eparchia z siedzibą w Emdeberze
  - eparchia Bahyr Dar-Desje – eparchia z siedzibą w Bahyr Dar